# Dyskografia Jeana-Michela Jarre’a
Artykuł przedstawia dyskografię francuskiego muzyka, Jeana-Michela Jarre’a.

## Albumy studyjne
- 1972 Deserted Palace
- 1973 Les Granges Brûlées (muzyka filmowa)
- 1976 Oxygène
- 1978 Équinoxe
- 1981 Les Chants Magnétiques (Magnetic Fields)
- 1983 Musique pour Supermarché (Music for Supermarkets) (wyłącznie jedna kopia)
- 1984 Zoolook
- 1986 Rendez-Vous
- 1988 Revolutions
- 1990 En Attendant Cousteau (Waiting for Cousteau)
- 1993 Chronologie
- 1997 Oxygène 7-13
- 2000 Metamorphoses
- 2001 Interior Music (limitowana edycja 1000 kopii)
- 2002 Sessions 2000
- 2003 Geometry of Love
- 2007 Téo & Téa
- 2007 Oxygène: New Master Recording
- 2015 Electronica 1: The Time Machine
- 2016 Electronica 2: The Heart of Noise
- 2016 Oxygène 3
- 2018 Équinoxe Infinity
- 2021 Amazônia
- 2022 Oxymore

## Albumy koncertowe
- 1982 Les Concerts en Chine (The Concerts in China)
- 1987 Cities in Concert Houston/Lyon
- 1989 Jarre Live (także jako Destination Docklands)
- 1994 Jarre Hong Kong
- 2005 Jarre in China
- 2005 Live from Gdańsk
- 2005 Solidarność Live
- 2006 Printemps De Bourges 2002
- 2021 Welcome To The Other Side

## Remiksy
- 1995 Jarremix
- 1998 Odyssey Through O2
- 2000 Tout Est Bleu
- 2007 Téo & Téa Benny Benassi Remix
- 2007 Vintage (Remixes)
- 2007 Re-Oxygene
- 2015 Remix EP (I)
- 2020 Snapshots from EoN
- 2023 Oxymoreworks

## Kompilacje
- 1983 Musik aus Zeit und Raum
- 1985 The Essential Jean-Michel Jarre
- 1991 Images
- 2004 The Essential
- 2004 AERO
- 2005 Oxygene Chronologie
- 2005 Equinoxe Oxygene Chronologie
- 2006 Sublime Mix
- 2007 The Complete Oxygene
- 2008 Oxygene Equinoxe Les Chants Magnetiques
- 2011 Essentials & Rarities
- 2013 InFiné by JMJ
- 2015 Essential Recollection
- 2016 Oxygene Trilogy
- 2018 Planet Jarre: 50 Years of Music